# Lycosa arapensis
Lycosa arapensis är en spindelart som först beskrevs av Embrik Strand 1908.  Lycosa arapensis ingår i släktet Lycosa och familjen vargspindlar.
Artens utbredningsområde är Peru. Inga underarter finns listade i Catalogue of Life.